# Юнглинстер
Юнглинстер (люкс. Jonglënster, фр. Junglinster) — коммуна в Люксембурге, располагается в округе Гревенмахер. Коммуна Юнглинстер является частью кантона Гревенмахер. В коммуне находится одноимённый населённый пункт.
Население составляет 6271 человек (на 2008 год), в коммуне располагаются 2284 домашних хозяйств. Занимает площадь 55,38 км² (по занимаемой площади 3 место из 116 коммун). Наивысшая точка коммуны над уровнем моря составляет 411 м. (49 место из 116 коммун), наименьшая 243 м. (58 место из 116 коммун).

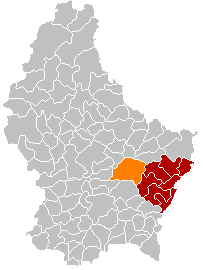
Оранжевый цвет - коммуна Юнглинстер, красный - кантон Гревенмахер.